# Crusader Kings III
Crusader Kings III je strateška videoigra z elementi igranja vlog, ki jo je razvil Paradox Development Studio ter izdalo švedsko podjetje Paradox Interactive. Igra je postavljena v srednji vek. Gre za nadaljevanje iger Crusader Kings (2004) in Crusader Kings II (2012). Prvič je bila najavljena oktobra 2019, izšla je 1. septembra 2020. 
Crusader Kings III je strateška igra in dinastična simulacija, postavljena v srednji vek. Časovno je omejena z obdobjem Vikingov ter padcem Bizantinskega cesarstva. Ob izidu ima igra dve možni izhodiščni točki, leto 867 in 1066. Posamezne dinastije se lahko razcepijo na stranske veje, ki imajo svojega glavarja ter delujejo neodvisno od krovne dinastije. Poglavarji dinastij oz. dinastičnih vej lahko uporabljajo ugled za uveljavitev nadzora nad dinastijo. Poglavarji dinastij so mdr. odgovorni za pozakonjenje pankrtov.
Vsak lik je sedaj predstavljen s 3D-modelom celotnega telesa, v predhodniku so bili liki predstavljeni le z 2D-portreti. Značajske poteze lika vplivajo na njegove veščine in vedênje. Če kot igralec ne sprejemamo odločitev v skladu z značajskimi potezami lika, je lik pod stresom. Igra vsebuje tudi kompleksen genetski sistem, ki omogoča likom, da svoje značajske lastnosti prenesejo na svoje zanamce. Z grozo in strahom, npr. usmrtitve ali mučenje ujetnikov, lahko lik poskrbi, da so mu vazali zvesti. Vsak lik lahko izbira med petimi življenjskimi slogi, vsak življenjski slog vsebuje tri razvejane poti veščin, ki omogočajo liku izboljšati posamezne veščine. 
Igramo lahko skoraj vse oblike vladanja ter vere. Ob izidu igre ne moremo igrati kot trgovska republika in teokracija. Igramo lahko v skladu s fevdalno, plemensko ali klansko obliko vladavine. Nomadi v igri sledijo plemenski obliki vladavine. Vere imajo posamezna načela in nazore. Načela so bonusi za vse sledilce posamezne vere, nazori pa urejajo verska vprašanja, kot so sprejemljivost homoseksualnosti ter ženskih duhovnic. Igralec lahko ustanovi svojo versko ločino. Bolj se ta razlikuje od izhodiščne vere, več pobožnosti bo to stalo igralca. 
Igralni zemljevid je tokrat štirikrat bolj podroben ter nekoliko večji od zemljevida predhodnika. Vsaka vojvodina je sestavljena iz grofij, te pa iz fevdalne posesti, ki so zdaj vse prikazani neposredno na zemljevidu. Vsaka grofija je povprečno sestavljena iz treh fevdalnih posesti, nekatere so na začetku igre popolnoma nerazvite.
Naborniška vojska je večinsko sestavljena iz manj kakovostne kmečke pehote (vojaška dajatev). Liki morajo zato najeti poklicno vojsko, ki je kakovostnejša, npr. lokostrelce in konjenike. Liki lahko povišajo dvorjane, ki imajo določene veščine, v viteze. Ti so zelo močni, 20 vitezov ustreza 200 vojakom kmečke pehote.